# Midland M16
O Midland M16, também denominado de Spyker M16, foi o modelo da Midland e da Spyker da temporada de 2006 da Fórmula 1. Condutores: Tiago Monteiro e Christijan Albers. O chassi foi renomeado para Spyker M16 devido a montadora holandesa comprar a equipe após o GP da Itália e foi rebatizada de Spyker MF1 Racing.

## Resultados[1]
(legenda) 
| Ano  | Chassi | Motor            | Pneus | N° | Pilotos           | 1   | 2   | 3   | 4   | 5   | 6   | 7   | 8   | 9   | 10  | 11  | 12  | 13  | 14  | 15  | 16  | 17  | 18  | Pontos | Posição  |  |
| ---- | ------ | ---------------- | ----- | -- | ----------------- | --- | --- | --- | --- | --- | --- | --- | --- | --- | --- | --- | --- | --- | --- | --- | --- | --- | --- | ------ | -------- |  |
|      |        |                  |       |    |                   |     |     |     |     |     |     |     |     |     |     |     |     |     |     |     |     |     |     |        |          |  |
|      |        |                  |       |    |                   | BAR | MAL | AUS | SMR | EUR | ESP | MON | GBR | CAN | EUA | FRA | ALE | HUN | TUR | ITA | CHN | JAP | BRA |        |          |  |
| 2006 | M16    | Toyota RVX-06 V8 | B     | 18 | Tiago Monteiro    | 17  | 13  | Ret | 16  | 12  | 16  | 15  | 16  | 14  | Ret | Ret | DSQ | 9   | Ret | Ret | Ret | 16  | 15  | 0      | NC (10º) |  |
| 2006 | M16    | Toyota RVX-06 V8 | B     | 19 | Christijan Albers | Ret | 12  | 11  | Ret | 13  | Ret | 12  | 15  | Ret | Ret | 15  | DSQ | 10  | Ret | 17  | 15  | Ret | 14  | 0      | NC (10º) |  |